# 栗木契
栗木 契（くりき けい、1966年 - ）は、日本の経営学者。神戸大学大学院経営学研究科教授。現在、MBA科目・ゼミなどを担当。主な研究領域はマーケティング論。日本マーケティング学会理事。日本エフェクチュエーション協会理事。

## 略歴
1991年神戸大学経営学部卒業。1994年神戸大学大学院経営学研究科博士前期課程修了。1997年神戸大学大学院経営学研究科博士後期課程修了。
1997年岡山大学経済学部専任講師。1999年岡山大学経済学部助教授。2003年神戸大学大学院経営学研究科助教授、2012年同教授。

## 専攻
- マーケティング論

## 研究テーマ
- 企業家マーケティング、ビジネスモデル、デジタル・マーケティング、ブランド・マネジメント

## 主な著書

### 単著
- 『リフレクティブ・フロー』白桃書房、2003年
- 『マーケティング・コンセプトを問い直す』有斐閣、2012年

### 共著
- 『ビジネス三國志』プレジデント社、2009年
- 『ゼミナール　マーケティング入門　第2版』日本経済新聞出版、2013年

### 共編著
- 『売れる仕掛けはこうしてつくる』日本経済新聞出版、2006年
- 『マーケティング・リフレーミング』有斐閣、2012年
- 『ビジョナリー・マーケティング－Think Differentな会社たち』碩学舎、2013年
- 『明日はビジョンで拓かれる』碩学舎、2015年
- 『１からのグローバル・マーケティング』碩学舎、2017年

### 訳本
- 『国際マーケティング』（監訳）碩学舎、2010年